# Trevor Devall
Trevor Stephen Devall est un acteur et producteur américain né le 10 novembre 1972 à Edmonton, Alberta (Canada).
Sur Youtube, il anime une chaîne dédiée au jeu de rôle sur table solo, nommé Me,Myself and die!.

## Filmographie
- Les Rebelles de la forêt 4 (2016) : Shaw et Werewolf
- Je s'appelle Groot (2022) : l'extra-terrestre Iwua